# Ballerup Kirke
Ballerup Kirke blev viet til Sankt Jacob og hed oprindelig Sct. Jacobs kirke.
- Ballerup Kirke udefra
- Ballerup Kirke indre
- Ballerup Kirke - prædikestolen
- Ballerup Kirke orgel
- Glasmaleri af C.N. Overgaard.

## Kunst i kirken
Glasmaleri i sideskibets østvindue (opr. i korets østvindue, flyttet i løbet af 1930'erne). Øverst: "Helligåndens komme", midten: "Jesu opstandelse", nederst: "Jesu fødsel", som symboler på kirkeårets tre højtider, pinse, påske og jul. Glasmaleriet skænket 1885 af fru Karen Larsen fra Lundegården på Jonstrupvej, blev først udført og opsat i 1903. Tegnet af professor Albert Jensen og udført af C.N. Overgaard.

## Eksterne kilder og henvisninger
- Wikimedia Commons har flere filer relateret til Ballerup Kirke
- Officiel hjemmeside
- Hjemmeside om Ballerup Kirke
- Ballerup Kirke hos denstoredanske.dk
- Ballerup Kirke hos KortTilKirken.dk
- Ballerup Kirke hos danmarkskirker.natmus.dk (Danmarks Kirker, Nationalmuseet)